# تواصل شمي

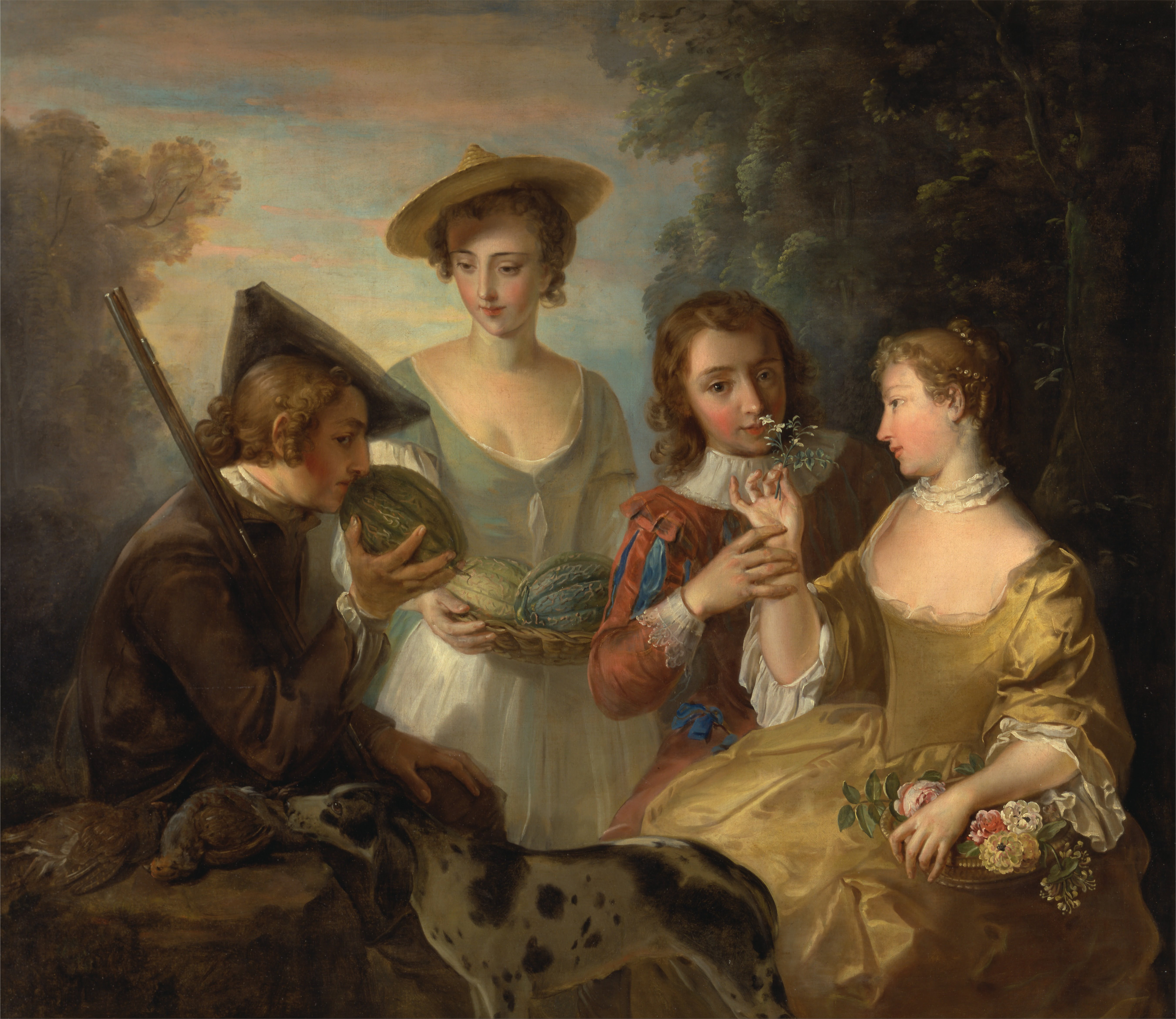
مشاركة حاسة الشّم

التواصل الشمي (بالإنجليزية: Olfactic communication) هو وسيلة للتواصل غير اللفظي المختلفة التي يتواصل بها الأشخاص والحيوانات ويتشاركون في التفاعل الاجتماعي من خلال حاسة الشم لديهم.
تُعد حاسة الشم لدى الإنسان واحدة من أكثر الحواس الخمس بدائية وعاطفية حميمية. يُعتقد أن حاسة الشم هي الحس البشري الأكثر نضجًا وتطورًا.
اعتمد أسلاف الإنسان بشكل أساسي على حاسة الشم لديهم لتنبيه أنفسهم للخطر مثل الطعام السام وتحديد شركاء أقوياء للتزاوج.. أدى استخدام حاسة الشم كأداة إلى تمهيد الطريق لتصبح الرائحة منصة للتواصل غير اللفظي .
للرائحة أيضًا تأثير كبير على التفاعلات الاجتماعية. من خلال فرع أبحاث الشم، سجلت مؤسسة العلوم الوطنية أن أكثر من 70% من البالغين الأمريكيين يعتقدون أن رائحة جسم الشخص لها تأثير كبير على مدى اهتمامهم عند التحدث مع أشخاص من جنس مختلف. هذه العملية ممكنة مع البصيلات الشمية، وهي الجزء من الدماغ الذي يميز ويعزز روائح معينة. عادةً ما تفضل النساء الرجال الذين تكون رائحتهم الطبيعية مماثلة لرائحتهم، بينما ينجذب الرجال من جنسين مختلفين إلى الإناث ذوات مستويات هرمون الاستروجين المرتفعة وإفرازات الحيض القوية.
وعلى عكس العديد من الثقافات، لم يعد الأمريكيون يفضلون رائحة الجسم الطبيعية مقارنة بالروائح الأخرى. تم تطوير صناعة كاملة لتزويد الناس بمنتجات إخفاء الرائحة الشخصية، مثل العطور والكولونيا ومزيل العرق والمستحضرات المعطرة. عندما يقوم شخص ما بتغطية رائحة جسمه الطبيعية برائحة لطيفة، فإنه يعبر عن رغبته في أن يكون جذابًا إما عاطفياً أو جنسياً أو عاطفياً.

## تاريخ المفهوم
تعتبر حاسة الشم من أهم معاني البيولوجيا البشرية لعدة قرون، ولم يتم تطوير نظام التصنيف الأول للروائح حتى النصف الأخير من القرن الثامن عشر بواسطة كارولوس لينيوس. واليوم، يعتمد البشر بشكل كبير على البصر. يتكون نظام لينيوس من سبع فئات مختلفة يمكن التعرف عليها من خلال أنواع مختلفة من الروائح. هذه الفئات هي المسك الكافوري، زَهرِيّ، نعناعي، أثيري، لاذع، وفاسد الرائحة.
أعيد النظر في نظام التصنيف هذا عدة مرات ولا يزال قيد التطوير لتفسير حاسة الشم عند الإنسان. لقد أثار عمل لينيوس اهتمام العديد من الزملاء والعلماء الآخرين، مما أدى إلى نظريات حول كيفية ارتباط حاسة الشم بمزاج الشخص وحالته العاطفية. أدى ذلك إلى إنشاء مبخر الغرفة المعطر في عام 1851. تم تصميم عطار غرفة يوجين ريميل في الأصل لرفع مستوى قاطني المكان أو الاسترخاء. ومع ذلك، اشتهر هذا الاختراع بسبب قدرته البسيطة على توفير جودة هواء مناسبة عن طريق تهوية الأماكن العامة الصغيرة والمكتظة بالسكان.
واليوم، يستخدم الناس الزيوت العطرية المعطرة في منازلهم أو مكاتبهم لخلق جو معين. على سبيل المثال، يتم استخدام النعناع لازالة الروائح الكئيبة، وتجذب الحمضيات الطاقة التحفيزية، وتستخدم الفانيليا لتعزيز الهدوء، ويعزز الخزامى الاسترخاء.
إن مشاركة الرائحة مع الغرفة بأكملها تنشر رسالة حول الجو الذي يرغب المضيف في ضبطه وفي المقابل، يتواصل بشكل غير شفهي مع الطريقة التي يجب أن يتصرف بها الضيوف أو الزوار.

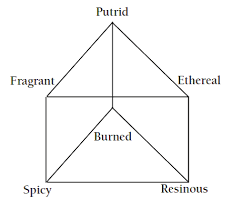
رسم توضيحي لصورة هينينج ذات الرائحة المنشورة في الأصل من قبل اتحاد البيئة المائية في عام 1978.

في عام 1916، ابتكر هانز هينينج منظار شم ثلاثي الأبعاد بستة زوايا. كل ركن يمثل رائحة مميزة بما في ذلك زَهرِيّ أو أثيري، متعفن، فاكهي أو عطري، حار، محترق، وراتنج.
اقترحت نظرية هينينج أن جميع الروائح الأخرى كانت مزيجًا من هذه الروائح الستة وكل رائحة تشغل موقعها الخاص على المنشور. أدى هذا المنشور إلى تطورات جديدة في فهم حاسة الشم، ولكن لم يكن الجميع راضين عن أبحاث هينينج.
اليوم، لا يوجد حتى الآن نظام تصنيف موحد متفق عليه عالميًا للشم. هذا يرجع في المقام الأول إلى الاختلافات الجذرية في كيفية إدراك مختلف الثقافات للروائح. على الرغم من أنه لا يزال يتم تسجيل أبحاث كافية لشرح العلاقة بين الشم والتفضيلات، فقد افترض الخبراء أن بعض الروائح مرتبطة بالتفكير والإبداع والذاكرة وقدرات رد الفعل لدى الشخص. هذا لأنه عندما يعاني الشخص من عاطفة سلبية، فإن حاسة الشم لديه تزداد حدة. هذا يخلق ذاكرة دائمة، تربط الرائحة بتجربة وعواطف معينة يشعر بها الشخص. يمكن اكتشاف الأنماط نفسها عندما يشعر الشخص بالبهجة أو الحزن أو الخوف .

## إدراك الشخص
إن الصفات التي نقوم بها من خلال القناة الشمية لها آثار على فهمنا الأخلاقي لأنفسنا والآخرين، جنبًا إلى جنب مع الأحكام والتقييمات التي نتخذها بشأن الهوية والطبقة الاجتماعية والمكانة والجنس والعرق والجنس والعلاقات العرقية.

### كيف تؤثر الروائح على التفاعلات
حاسة الشم أو الرائحة لها تفسيرات متباينة بشكل كبير اعتمادًا على مكان وجود الشخص في العالم. ففي بعض الثقافات، يمكن أن تؤدي الروائح السلبية إلى مشاعر إيجابية، بينما في العالم الغربي غالبًا ما تقابل الروائح السلبية بمشاعر سلبية.
غالبًا ما يتم التغاضي عن حاسة الشم وعدم دراستها، وغالبًا ما يرى الكثير من الناس أن حاسة الشم هي حاسة أقل أهمية من حيث صلتها بالتواصل. يمكن ملاحظة أهمية وتنوع حاسة الشم في كيفية استخدام الشعوب المختلفة للحواس وكيف تفسر الثقافات المختلفة الروائح المختلفة. على سبيل المثال، غالبًا ما يكون العفن رائحة سلبية جدًا وغالبًا ما يقابله رد فعل شد في الجسم بما في ذلك ضيق حدقة العين في محاولة للجسم لتلقي كمية أقل من المعلومات.
ومع ذلك، نظرًا لأن الرائحة قد تقابل برد فعل من الاشمئزاز عند شعبٍ ما، فقد يتفاعل شعبٌ آخر معها بسعادة لأنها طريقة لبعض الثقافات لقياس ما إذا كان الطعام قد تم من خلال عملية معينة أم لا.
يمكن أن تؤثر حاسة الشم أيضًا على كيفية استقبال شخص ما في بيئة اجتماعية في بلدان أو ثقافات مختلفة. ففي مناطق مختلفة من العالم، من الضروري تطوير لغويات ترميز مختلفة من أجل البقاء في تلك المنطقة. حاسة الشم هي حاسة يتم ترميزها بشكل سيء في التواصل البشري في الثقافة الغربية لأن البشر يجدون صعوبة في التعرف على الروائح والتواصل معها. تقول الباحثة أسيفا ماجد من جامعة يورك إن هناك أدلة ثقافية متقاطعة على وجود العديد من اللغات التي تستخدم الترميز في لغتهم. قامت هذه اللغات بتشفير الرائحة في قواعدها بسبب احتياجاتها البيئية. الأومبيلا هم من السكان الأصليين في أستراليا الذين لديهم أكثر حاسة شمية قابلة للتشفير في لغتهم. نظرًا لتأثير الرائحة على الدماغ البشري واستقبال الأشخاص المختلفين، يمكن أن يؤثر ذلك على ما إذا كان الفرد يقبل شخصًا آخر أم لا. يمكن أن تدفع الروائح الكريهة الناس بعيدًا بسبب الطبيعة القاسية للروائح، في حين أن الروائح الكريهة يمكن أن تتواصل بشكل إيجابي. خلال العصور الوسطى، غالبًا ما كان الفلاحون يتخلصون من الروائح الكريهة وغالبًا ما كانت الطبقات النبيلة العليا تنظر إليهم بازدراء، وعلى الرغم من أن رد الفعل قد لا يكون قاسيًا، يمكن رؤية نفس الحالات في عالم اليوم. يمكن للشركات الكبيرة التلاعب بالحواس الشمية لدى العملاء أو الموظفين من خلال وضع رائحة لطيفة لإعطاء مشاعر الراحة أو لتعزيز المواقف الإنتاجية .

## التأثير على الحواس الأخرى
يمكن للرائحة أن تنقل رسالة جوهرية. يمكنه أيضًا نقل رسالة تعتمد على حواس أخرى أو تؤثر عليها، مثل:

### اللمس
ستحدد التفاعلات بين حاسة اللمس والشم السلوك بسبب الظروف التي تم ضبط حدوث التفاعل فيها. يمكن أيضًا استخدام اللمس مع الرائحة في محاولة لتحديد ما يمكن أن يكون كائنًا عشوائيًا أو غير معروف. على سبيل المثال، إذا دخل شخص ما إلى غرفة لا تفوح منها رائحة طيبة، فمن غير المرجح أن يتفاعل مع البيئة المحيطة به. إذا كانت الغرفة تنبعث منها رائحة الترحيب والراحة، فمن المرجح أن يبقى الشخص لفترة أطول ويتفاعل مع المزيد من الأشياء. توفر هذه الأمثلة فهمًا موجزًا لكيفية تأثير الرائحة على السلوكيات أو التفاعلات وراء حواس معينة.

### التذوق
يسير الطعم والرائحة جنبًا إلى جنب لأن بعض المنبهات الرئيسية للنكهة هي النتيجة التي تأتي من الرائحة التي تعمل مع الذوق. لدى جسم الإنسان العديد من التفاعلات المعقدة عندما يتعلق الأمر بكيفية مساعدة الحواس الخمس أو إيذاء بعضها البعض. يمكن أن يؤثر هذان الشعوران على عواطف الناس وسلوكياتهم ويمكن أن يتسببوا أيضًا في الألم اعتمادًا على الغرض الذي يتم استخدامه من أجله. يمكن أن تتأثر هذه الحواس أيضًا إيجابًا أو سلبًا بالأدوية أو المرض أو التدخين أو الشرب. على سبيل المثال، كان مرض فيروس كورونا 2019 معروفًا بإبطاله مؤقتًا لحاسة التذوق والشم. يمكن أن تساعد حاسة الشم في تحديد ما إذا كان يجب استهلاك شيء ما أم لا، ولكن في بعض الأحيان يمكن خداع حاسة الشم.

### البصر
في دراسة استقصائية كبيرة حول أهمية والاهتمام بالشم في الحياة اليومية، قام بها ورزا سنافسكي وأخرون، وجدت أن فقدان حاسة الشم تمامًا تم تصنيفه على أنه معادل لفقدان إصبع القدم الأيسر الصغير أو السمع في أحد الأذنين. البصر هو الحس السليم ولكن عندما يتعلق الأمر بشم ما يحيط به الشخص (أي البيئة). يمكن أن تؤثر المنبهات الحسية على سلوك الشخص حتى عندما يتسوق في محل بقالة، حتى في البيئة. يمكن أن تؤثر الرائحة على العقل الباطن للأفراد وتجعل المستهلك أكثر انجذابًا لأشياء معينة. لا تشير الهيمنة المرئية إلى المعالجة العصبية فحسب، بل تشير أيضًا إلى الأسبقية الثقافية والاجتماعية للرؤية.

### الصوت
مع حاسة الشم، ندرك الإشارات السمعية في حياتنا اليومية. على سبيل المثال: الشخص الذي يعاني من رائحة الفم الكريهة. أثناء التحدث إلى الآخرين، نظرًا لأن الناس لا يعانون فقط من الروائح من خلال مقدمة الأنف أو مؤخرة الأنف، ولكن أيضًا من الأصوات، فقد يتم إهمال الإدراك السمعي أو استخراجه من خلال حاسة الشم. من بين الحواس الخمس، يكون للصوت أقل تأثير على التواصل الشمي. مع الصوت، قد يكون الشخص قادرًا على سماع صوت طهي الطعام، على الرغم من أنه يجب عليه استخدام ظهارة الشم التي تحتوي على مستقبلات خاصة حساسة لجزيئات الرائحة التي تنتقل عبر الهواء.

## جائحة كوفيد -19
اعتبارًا من مارس 2020، ترك تفشي جائحة فيروس كورونا العديد من الأفراد يفقدون حاسة الشم و/ أو التذوق، وتم إخبار أولئك الذين شعروا بفقدان حواسهم بالحجر الصحي أو العزلة الشديدة. لا يزال الكثير من الناس حتى يومنا هذا يكافحون من أجل فقدان حاسة الشم والذوق ويعانون من مشاكل في الجهاز التنفسي العلوي. أثناء تفشي جائحة فيروس كورونا، يجب على المرضى الذين يعانون من فقدان مفاجئ للرائحة الشروع في إجراءات التباعد الاجتماعي والعزل المنزلي واختبار تشخيص فيروس كورونا المرتبط بالمتلازمة التنفسية الحادة الشديدة النوع 2 عند توفره. يوصى بالتدريب على الشم عندما لا تعود الرائحة بعد شهر واحد ولكن يمكن البدء بها قبل ذلك. السبب الرئيسي لفقدان حاسة الشم هو عدوى الجهاز التنفسي العلوي، وفقدان الرائحة في التهاب المسالك البولية ناتج عن مزيج متعدد العوامل من الانسداد التلقائي لانتقال الرائحة في الشق الشمي بسبب التهاب الغشاء المخاطي (عاصفة السيتوكين) وذرف ( التنكس العصبي المصاحب لتراكم الحديد في الدماغ) للعصب العصبي الشمي الظهارة التي تتداخل مع الروائح.

## العلاقات الرومانسية
تلعب الرائحة دورًا مهمًا إلى حد كبير في اللاوعي في عملية الانجذاب الجسدي والرومانسي. فمن منظور تطوري، فإن أهم نتيجة بشرية هي الإنجاب الناجح وإنتاج ذرية سليمة قادرة على الإنجاب.
أحد العوامل الرئيسية في التطور هو جينات التطور المعروفة باسم معقد التوافق النسيجي الرئيسي. لقد تطور معقد التوافق النسيجي الرئيسي في البشر للسماح للأفراد بالتمييز بين جهود التوافق من خلال الرائحة عند اختيار رفيقة لضمان أنظمة مناعية أقوى للبقاء على قيد الحياة في النسل. لاختبار نظرية معقد التوافق النسيجي الرئيسي، تمت دعوة المشاركين لشم قمصان متسخة عمرها أسبوع. فضل المشاركون رائحة القمصان التي تميل إلى أن يكون لها معقد التوافق النسيجي الرئيسي مختلف وراثيًا عن تلك الخاصة بهم. في فترة الإباضة لدى النساء، وجد أن تفضيلهن للرائحة لدى الذكر يعتمد بشكل أكبر على جاذبية الوجه، مما يشير إلى أن الرائحة الأكثر خصوبة عند المرأة تصبح أكثر أهمية في عملية اتخاذ القرار. تتمثل إحدى طرق التأكد من أن ذريتنا ستكون صحية وفعالة في هذا الصدد في البحث عن شركاء رومانسيين صحيين وإيجادهم والتزاوج معهم. وبالتالي، فإن عملية الانتقاء الطبيعي جعلتنا مهتمين بشكل خاص بالعلامات المختلفة التي تشير إلى أكثر الرفقاء المحتملين صحة الذين يمكننا جذبهم، ورائحة الفرد هي إشارة مهمة بشكل خاص للانجذاب الجنسي في هذا الصدد.

## التواصل مع الحيوانات

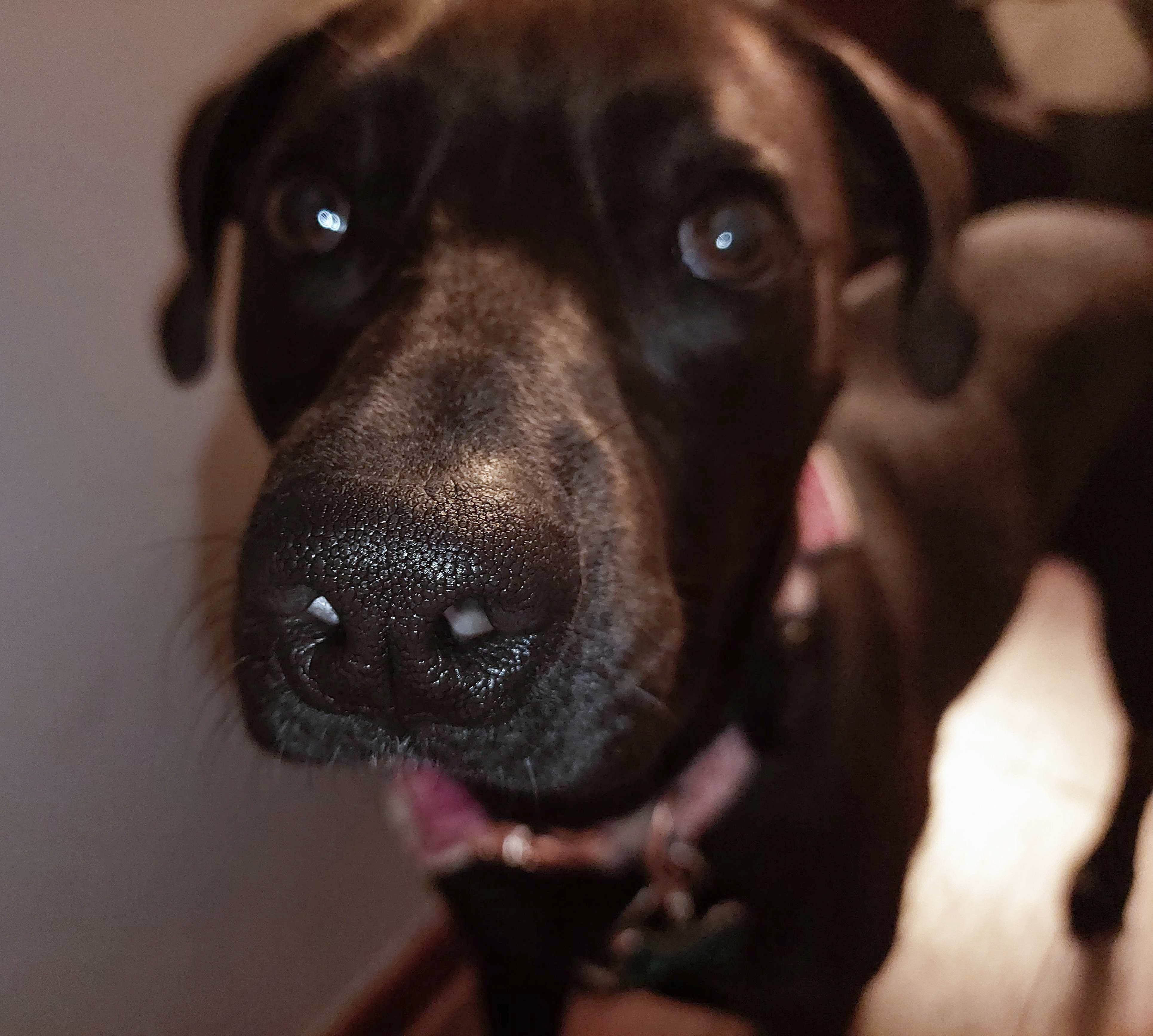
أنف كلب أسود.

في مملكة الحيوان، يتم تلقي الاتصالات الكيميائية أو المواد الكيميائية شبه الكيميائية من خلال القناة الشمية التي تسمح للحيوان بفك تشفير الإشارات الكيميائية والتعرف عليها. من بين الحيوانات الأخرى، وجدت أبحاث الإدراك الحيواني أن الكلاب تعتمد على الشم أكثر من أي حاسة أخرى. تمتلك الكلاب ظهارة شمية أكبر بكثير مع مستقبلات شمية بنسبة 30% أكثر من البشر. وجود المزيد من المستقبلات الشمية التي يمكنها التعرف على مجموعة أكبر بكثير من الروائح.
تعتمد الكلاب على الاستنشاق لجمع المعلومات السابقة عن بيئتها المحيطة من خلال اكتشاف الروائح وتحديدها مما يسمح لها بتحديد مكان الروائح. المواد الكيميائية شبه الكيميائية هي "مادة يفرزها حيوان إلى الخارج من ذلك الفرد، ثم يتلقاها فرد آخر، كلاسيكياً من نفس النوع، والتي تثير بعد ذلك بعض الاستجابة السلوكية أو التنموية المتعلقة ببقاء النوع."
تظهر العديد من الثدييات أعضاء حساسة للعضو الميكعي الأنفي. وتتواصل الخنازير من خلال الفيرومونات بشكل شائع كما أنها تعرض استجابة ظهارة شمية رئيسية لبعض الفيرومونات. بالإضافة إلى ذلك، في الفئران، نرى استجابة مكعي الأنفي من روائح لا تنتجها الحيوانات. تستمر بعض الفئران الطافرة المعيبة في نشاط مكعي الأنفي في عرض نشاط يشير إلى اتصال الفرمون. تظهر الروائح والفيرومونات العديد من أوجه التشابه. بالإضافة إلى ذلك، يُلاحظ في الفئران أنه يمكن تعلم الاستجابة لوجود بعض المواد الكيميائية شبه والروائح. على سبيل المثال، الفأر ليس عدوانيًا لرائحة الفيرومونات الخاصة به. ومع ذلك، عندما يتم عرض هذه الفيرومونات على فأر ذكر آخر، سيتم عرض السلوك العدواني. تشكل الفئران ذاكرة شمية تساعدها على تحديد وجود الفيرومونات والتفاعل معها. البشر ليس لديهم مكعي الأنفي ولكن لا يزال لديهم مستوى من التواصل من خلال المواد الكيميائية شبه. هذه الفئات من الفعل الفرموني هي الجاذبات من الجنس الآخر، والمواد الطاردة من نفس الجنس (العلامات الإقليمية)، والجاذبات الرابطة بين الأم والرضيع وتلك التي تعدل توقيت دورة الإنجاب. هناك أدلة متناقضة تدعم الفرضية القائلة بأن البشر يستخدمون الفيرومونات لتنظيم السلوك من خلال هذه القنوات الأربع. البشر قادرون على التعرف بوضوح والتعاطف مع المشاعر المحددة من الروائح الجسدية.
وجد بحث أجري في أغسطس 2021، أن الكلاب يمكنها نقل الرسائل من خلال المواد شبه الكيميائية في التبول بين بيئتها تاركة "علامة الرائحة" لكلاب آخرين لفك شفرتها لاحقًا. في ذكور الكلاب والذئاب، يتم استخدام علامات البول بشكل متكرر في مناطق غير معروفة وتستمر هذه الممارسة حتى عندما لا يتبقى بول، مما يعني أن مرور المواد شبه الكيميائية لا يرتبط بشكل صارم بعملية التبول.
يمكن تغيير سلوكيات الحيوانات عن طريق المنبهات الكيميائية. المنبهات الكيميائية هي مصدر مهم للمعلومات التي تثير استجابات سلوكية مختلفة من اللافقاريات المائية. على سبيل المثال، في بحث إليسا روزين، تمكنت من العثور على أن السرطان الناسك له تفاعلات مختلفة مع الماء الذي كان يشغله في السابق سرطان مفترس وغير مفترس محتمل. من المهم أن تكون السرطان الناسك قادر على فك شفرة هذه المحفزات الكيميائية لفهم ما إذا كانت المنطقة آمنة للاحتلال. إن البيئة المثالية لاستقبال المواد الكيميائية شبه الكيميائية هي الرطوبة وضوء الشمس. العناصر التي يمكن أن تعطل قناة الاتصال الكيميائي سلبًا هي هطول أمطار غزيرة في البيئة لأنها تجلب الروائح معلقة في الهواء وتدفعها إلى الأرض وكذلك الضباب الذي يتسبب في انتشار الرائحة وتبقى في الهواء مما قد يتسبب في حدوث ارتباك.

## المشاعر

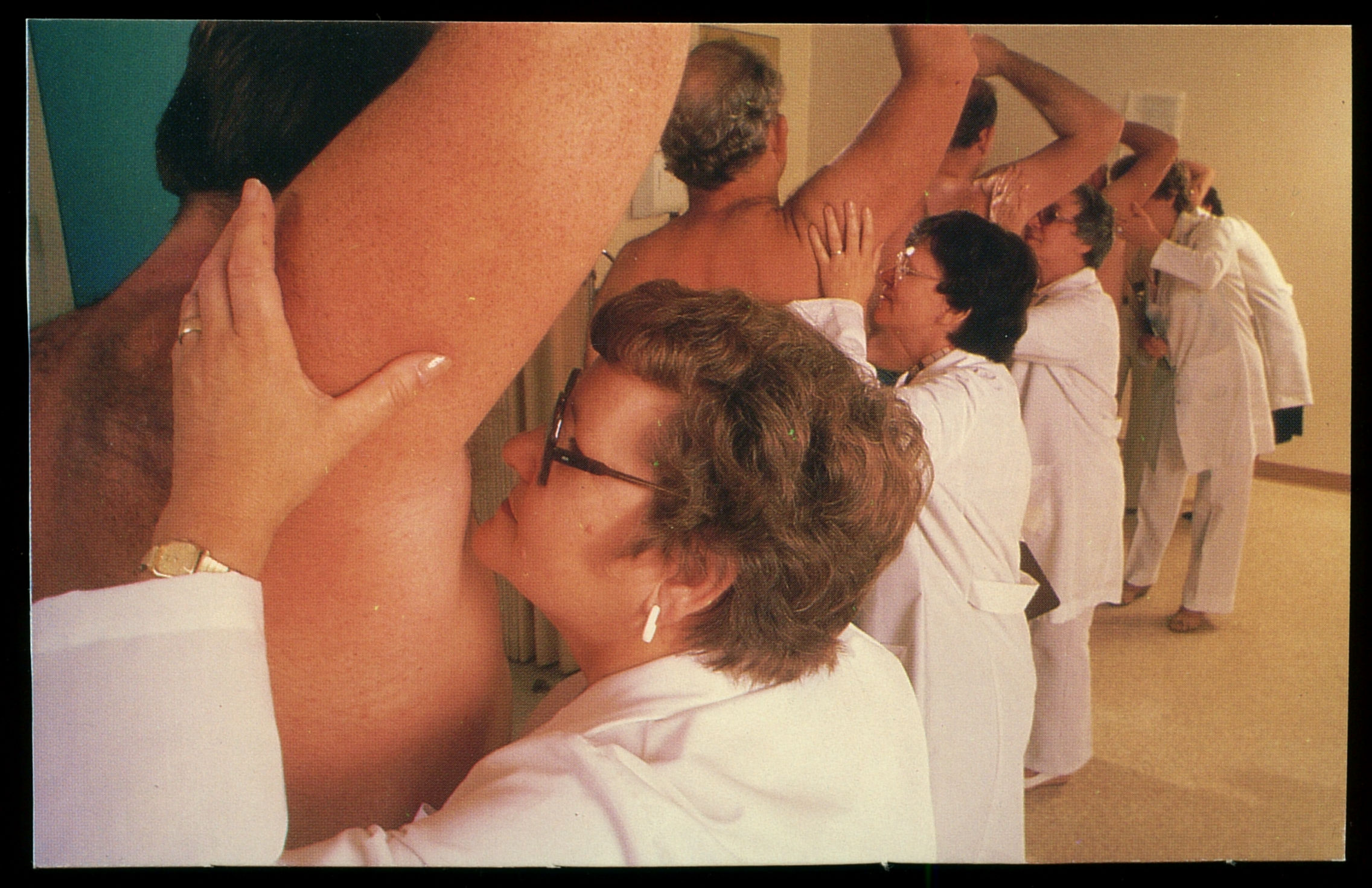
تعد مختبرات لاوتنبيرج الشركة الرائدة في الاختبارات الأولية للبيئة الخاضعة للرقابة للنظافة الشخصية وصناعة الأدوية.

قد تحمل روائح جسم الإنسان الطبيعية أيضًا معلومات عاطفية يمكن للآخرين فك شفرتها ممّا يسمح بالتواصل. في إحدى الدراسات، وضعت مجموعات الدراسة شاشًا قطنيًا في إبطهم وظهر لهم الخوف أو السعادة في مقاطع فيديو. في وقت لاحق تم إعطاء عينات العرق للمشاركين من الجنس الآخر. كانوا قادرين على تحديد الحالة العاطفية للمانح عند "مستويات فرصة أعلى". توصلت الباحثة دينيس تشين وجانيت هافيلاند جونز إلى أن روائح السعادة يمكن أن تكتشفها النساء أكثر من الرجال. كل من الاشمئزاز والخوف لهما روائح محددة ومميزة. يجب أن يتعرض الفرد لرائحة الخوف (في هذه الحالة عينات العرق من القفز بالمظلات لأول مرة) يتم تنشيط أجزاء مختلفة من الدماغ: اللوزة والمهاد بشكل أساسي. بالإضافة إلى ذلك، العزل (الذي يعالج المعلومات الحسية والعاطفية)، التلفيف المغزلي (الذي يلعب دورًا رئيسيًا في التعرف على الوجه والأشياء)، والقشرة الحزامية (التي تساعد على تنظيم الاستجابات للألم والعاطفة). إن تنشيط المناطق المناسبة من الدماغ عندما يتعرف الدماغ على وجود مواد كيميائية شبه قابلة للتطبيق يسمح بمزيد من الإدراك.
يمكن أن تؤثر الإشارات الشمية على درجة تعاون الفرد. بشكل عام، يتم تصنيف الرجال على أنهم أكثر أنانية وأقل تعاونًا عند تقديمهم برائحة ذكورية. تحتوي هذه الرائحة على تركيزات أعلى من الأندروستاديينون. تم تصنيف المتبرعين بالرائحة على أساس التعاون قبل أخذ العينة، وكان لهذه العينة علاقة إيجابية بتعاون الموضوع في اختبار لاحق. تتطلب المركبات الدقيقة المنتجة فيما يتعلق بالتعاون مع مزيد من التحقيق.